# (6936) Cassatt
(6936) Cassatt ist ein Asteroid des Hauptgürtels. Er wurde am 24. September 1960 von dem niederländischen Astronomenehepaar Cornelis Johannes van Houten und Ingrid van Houten-Groeneveld entdeckt. Die Entdeckung geschah im Rahmen des Palomar-Leiden-Surveys, bei dem von Tom Gehrels mit dem 120-cm-Oschin-Schmidt-Teleskop des Palomar-Observatoriums aufgenommene Feldplatten an der Universität Leiden durchmustert wurden.
Der Asteroid wurde nach der US-amerikanischen Grafikerin und Malerin des Impressionismus Mary Cassatt (1844–1926) benannt, die sich auf Anregung von Edgar Degas der damals neuen Bewegung der Impressionisten anschloss.